# Alma Mahler
Alma Mahler-Werfel, rojena kot Alma Margaretha Maria Schindler, avstrijska skladateljica, pisateljica, urednica in družbena ikona, * 31. avgust 1879, Dunaj, † 11. december 1964, New York.
Danes je izmed njenih avtorskih skladb ohranjenih 17 primerkov, objavljenih med letoma 1910 in 2000, večina njenega dela pa je izgubljenega. Bila je žena avstrijskega skladatelja Gustava Mahlerja, nemško-ameriškega arhitekta Walterja Gropiusa ter avstrijsko-češkega romanopisca Franza Werfla. Tako intelektualna kot ljubezenska razmerja je imela tudi z Arnoldom Schönbergom, Oskarjem Kokoschko, Brunom Walterjem, Alexandrom von Zemlinskym in Albanom Bergom.

## Življenje

### Otroštvo in mladost
Alma Mahler je bila rojena 31. avgusta 1879 na Dunaju. Njena starša sta bila Anna in Emil Schindler, ki je takrat veljal za priznanega slikarja, živeli so v dvorcu Plankenberg. V mladosti se je z izjemo nekajmesečnega obiskovanja gimnazije izobraževala na domu, kjer so jo starši navdušili za umetnost, predvsem glasbo, ob čemer ji je oče predstavljal umetniški ideal. Že v mladosti se je zavedala razlik v izobraževanju dečkov in deklic in kritizirala izobraževalni sistem, ki je ženskam omejeval strokovno izobrazbo in se osredotočal predvsem na razvoj njihovih socialnih veščin.
Po očetovi smrti se je začela resneje ukvarjati z igranjem klavirja in skladanjem, poučeval pa jo je skladatelj Josef Labor. Njen mentor je postal tudi Max Burckhard, prijatelj njenega očeta, ki je poskrbel za njeno literarno izobrazbo. Burckhard je do Alme razvil romantična čustva, ki pa mu jih kljub njegovim vztrajnim poskusom ni vračala.
Njena mati se je leta 1897 poročila s Carlom Mollom, nekdanjim učencem Alminega očeta, ki je že  za časa njegovega življenja pogosto obiskoval družino ter pomagal pri skrbi za Almo in njeno sestro Gretl. Prek njega je Alma spoznala Gustava Klimta, ki je bil skupaj z Mollom začetnik dunajske secesije. Alma in Klimt sta se spustila v ljubeznsko razmerje, vendar se je zveza zaradi neodobravanja Almine matere kmalu končala.
Po razpadu zveze je Almo komponiranja učil Alexander von Zemlinsky. Kot ena izmed redkih žensk, ki jih je poučeval, se je trudila preseči pričakovanja družbe. Zemlinsky je bil do njenega dela kritičen; spodbujal jo je, da je močno napredovala in v času njegovih lekcij zložila več kot sto skladb, ki pa so bile uničene v prvi in drugi svetovni vojni. Čeprav je Alma Zemlinskega pogosto zasmehovala zaradi njegovega neprivlačnega videza, se je čez čas tudi med njima razvila privlačnost, njuna skrivna zveza pa je razpadla šele ob razglasitvi Almine zaroke z Gustavom Mahlerjem.

### Alma in Gustav Mahler
Alma se je leta 1902 poročila s priznanim skladateljem Gustavom Mahlerjem, ki je bil 19 let starejši od nje. V tistem času je opravljal vlogo direktorja dunajske dvorne opere in je bil tako precej vplivnejši od Zemlinskega. To je bil eden od razlogov, da se je Alma odločila za hitro poroko z Mahlerjem, čeprav ji je bila njegova glasba manj všeč kot Zemlinskova. Pred zaroko je Mahler v pismu od nje zahteval, da se odpove lastnemu delu in da prednost njegovi karieri, saj je menil, da bi zveza dveh konkurenčnih skladateljev neizogibno postala tekmovalna. Čeprav je poudaril, da ženske v razmerju ne vidi kot podrejene moškemu, je trdil, da mora postati, to kar je potrebno, da bosta v zakonu lahko srečna: njegova žena in ne sodelavka. Čeprav je sprva oklevala, je Alma sprejela pogoj.
Z Gustavom je imela dve hčerki, Mario Anno (rojena 1902) in Anno (rojena 1904). Maria Anna je leta 1907 umrla zaradi škrlatinke, kar je načelo Almin in Gustavov odnos ter pri Almi povzročilo depresijo. Med zdravljenjem je spoznala mladega arhitekta Walterja Gropiusa in z njim začela afero, za katero je Gustav kmalu izvedel. V strahu, da bi izgubil svojo ženo, je dovolil, da se je spet začela ukvarjati s komponiranjem. Tako je Alma pod njegovim mentorstvom objavila pet avtorskih del, ki so bila leta 1910 tudi prvič uprizorjena v izvedbi Thea Drill-Orridga ter Aleksandra von Zemlinskega. Njun zakon je trajal do 18. maja 1911, ko je Gustav umrl za posledicami srčnega popuščanja.

### Alma in Oskar Kokoscha
Po Gustavovi smrti se Alma ni takoj poročila z Gropiusom, temveč je bila štiri leta v razmerju z Oskarjem Kokoschko, razvpitim ekspresionističnim slikarjem češko-avstrijskih korenin. Spoznala sta se leta 1912 na domu Alminega očima Carla Molla, ko je bilo Kokoschki 26, Almi pa 33 let. Njuno razmerje se je začelo zelo strastno, vendar pa je bila med njima velika starostna in tako tudi zrelostna razlika. Leta 1913 je Kokoschka začel do Alme postajati posesiven in ljubosumen, saj se ona z njim ni želela poročiti, ker ji ni predstavljal finančne stabilnosti, poleg tega pa je tudi splavila njegovega otroka. Kokoschka je svoja občutja v tem obdobju zapisal v svojo pesem Allos Makar in dramo Orfej in Evridika, najbolj znano delo tega obdobja v njunem razmerju pa je slika z naslovom Nevihta. Leta 1914 se je Kokoschka kot prostovoljec javil v vojsko, s čimer se je njuno razmerje na simboličen način končalo. Kljub temu je Alma očitno še vedno burila njegovo domišljijo, saj je po vrnitvi iz vojske dal izdelati lutko njenega telesa v naravni velikosti, ki mu je služila kot model za slike, z njo pa se je pojavljal tudi v javnosti, dokler je ni 1919 pod vplivom alkohola s svojimi prijatelji uničil.

### Alma in Walter Gropius
Po razpadu zveze s Kokoschko si je Alma spet začela dopisovati z Walterjem Gropiusom in se z njim leta 1915 tudi poročila. Gropius, sicer začetnik Bauhausa, se je tako kot Kokoschka bojeval v prvi svetovni vojni, zato sta se videvala poredko, kar je povzročilo težave v njunem razmerju. Leta 1916 se jima je rodila hčerka Manon Gropius, 1918 pa sin Martin, za katerega se je kasneje izkazalo, da je pravzaprav otrok Franza Werfla, s katerim je Alma že imela afero za moževim hrbtom. Martin je bil nedonošen in je pri desetih mesecih umrl zaradi vodenoglavosti, svoje pa so dodale tudi posledice vojne, ki je tudi njihovo sicer premožno družino porinila na rob revščine.
Po Martinovi smrti sta se Alma in Gropius dogovorila, da razdreta svoj zakon, saj takrat njeno razmerje z Werflom ni bilo več skrivnost in tako sta se leta 1920 tudi uradno ločila.

### Alma in Franz Werfel
Werfel in Alma sta se spoznala že leta 1917, vendar se nista poročila vse do leta 1929. Že pred njuno poroko se je v družbi vse bolj stopnjevala nestrpnost do Judov in tako je bil Werfel, ki je bil pripradnik nemško govoreče judovske manjšine v Pragi, podvržen vse večjim pritiskom. Čeprav se ni čutil povezanega s svojimi koreninami, so ga prizadele Almine občasne antisemitistične opazke, in ko sta se poročila, je Alma od Werfla zahtevala, da se odpove svoji judovski veri. Leta 1929 je Alma dopolnila 50 let in začela izražati nezadovoljstvo, ko je ugotovila, da je postala prestara, da bi lahko z Werflom imela otroka, k čemur je prispevala tudi smrt njene hčerke Manon.
Po Anschlussu sta Alma in Werfel, čigar knjige so nacisti že prepovedali, zbežala v Francijo in se naselila v mestu Sanary-San-Mer. Tam sta živela do pomladi 1940, ko sta morala zaradi nemške invazije na Francijo ponovno bežati in tako 14. oktobra 1940 migrirala v Združene države Amerike. Plula sta na ladji Nea Hellas,  zadnji ladji, ki je plula iz Lizbone do New Yorka.
V Ameriki sta se ustalila v Los Angelesu, kjer je Werfel nadaljeval s pisateljevanjem, Alma pa je prevzela vlogo gostiteljice drugih slavnih evropskih emigrantov. Kljub svojim razlikam sta ostala poročena do Werflove smrti leta 1945.

### Življenje v Združenih državah Amerike
Werflova smrt je Almo močno prizadela, prav tako kot novice, da je bilo njuno domovanje na Dunaju uničeno, z njim pa vsa Werflova besedila, ki jih je pustil tam. Po pridobitvi ameriškega državljanstva leta 1946 se je za kratek čas vrnila v Avstrijo, kjer se je srečala s sorodniki in prijatelji, ki med vojno niso zbežali (med drugim s svojo edino preživelo hčerko Anno). Zbrala je tudi nekatere izmed svojih skladb in se z njimi vrnila v Ameriko ter prisegla, da se na Dunaj ne bo več vrnila, saj jo je nanj vezalo preveč slabih spominov in tako tam ne bi mogla biti srečna. V tem obdobju je Alma začela zbirati svoje spomine, ki so kasneje izšli v knjigah Mein Leben in And the bridge is love, ki sta sicer objavljeni pod njenim imenom, vendar jih najverjetneje ni napisala sama. Leta 1951 se je ustalila v New Yorku, kjer je živela v hiši v soseski Upper East Side, kjer je še vedno gostila mnoge vplivne evropejce tistega časa.
V tem stanovanju je 11. decembra 1964 umrla, v svojih zadnjih mesecih pa je doživela več možganskih kapi. Pokopana je na Dunaju, v istem grobu kot njena hčerka Manon.

## Delo
Alma Mahler naj bi v svojem življenju zložila več kot sto skladb, vendar je bila večina njenega dela izgubljenega med prvo in drugo svetovno vojno. Danes je ohranjenih 17 njenih del, od tega so bila tri objavljena po njeni smrti: dve leta 2000 in eno leta 2018.

### Objavljeno 1910
- Die stille Nacht, z besedilom Richarda Dehmela
- In meines Vaters Garten z besedilom Otta Ericha Hartlebna
- Laue Sommernacht z besedilom Otta Juliusa Bierbauma
- Bei dir ist es traut z besedilom Rainerja Marie Rilkeja
- Ich wandle unter Blumen z besedilom Heinricha Heineja[6]

### Objavljeno 1915
- Licht in der Nacht z besedilom Otta Juliusa Bierbauma
- Waldseligkeit z besedilom Richarda Dehmela
- Ansturm  z besedilom Richarda Dehmela
- Emtelied z besedilom Gustava Falkeja[6]

### Objavljeno 1924
- Hymne z besedilom Novalisa
- Ekstase z besedilom Juliusa Bierbauma
- Der Erkennende z besedilom Franza Werfla
- Hymne an die Nacht z besedilom Novalisa
- Lobgesang z besedilom Richarda Dehmela[6]

### Objavljeno 2000
- Kennst du meine Nächte? z besedilom Lea Greinerja, uredila Susanne Filler
- Leise weht ein ersters Blühn z besedilom Rainerja Marie Rilkeja, uredila Susanne Filler[6]

### Objavljeno 2018
- Einsammer Gang z besedilom Lea Greinerja[6]